# Cheaper to Keep Her
Cheaper to Keep Her est un film américain réalisé par Ken Annakin sorti en 1981.

## Synopsis
Un détective est engagé par une avocate pour enquêter sur des maris qui ne paient pas les pensions alimentaires à leurs ex-femmes. Un d'eux est en fait l'ex-mari de l'avocate.

## Fiche technique
- Titre : Cheaper to Keep Her
- Réalisation : Ken Annakin
- Scénario : Timothy Harris, Herschel Weingrod
- Direction artistique : Kirk Axtell
- Décors : Chuck Rutherford
- Costumes : Marilyn Matthews
- Photographie : Roland Smith
- Montage : Edward Warschilka
- Musique : Dick Halligan
- Production déléguée : Jerry Frankel
- Production : Lenny Isenberg
- Co-Production :Corrinne Mann
- Société de production : Regal Productions
- Société de distribution : American Cinema
- Pays d'origine :  États-Unis
- Langue originale : anglais américain
- Durée : 92 minutes
- Genre : Comédie
- Format : couleur (Metrocolor) — 35 mm — 1,85:1 (Panavision) — son mono
- Date de sortie : États-Unis : 13 mars 1981

## Distribution
- Mac Davis : Bill Dekkar
- Tovah Feldshuh : K. D. Locke
- Bruce Flanders : Leon
- Steven M. Gagnon : Peter
- Gina Gallego : Sister #1
- Jack Gilford : Stanley Bracken
- Patrick Gorman : Maitre
- Chuck Hicks : Abe
- Gwen Humble : Laura
- Gloria LeRoy : Woman on Diving Board
- Priscilla Lopez : Theresa
- Rose Marie : Ida Bracken
- Rod McCary : Brownmiller
- Ian McShane : Dr Alfred Sunshine
- Art Metrano : Tony Turino
- J. Pat O'Malley : Landlord
- Joe Regalbuto : Chuck
- Wallace Shawn : Mugger
- Jane Strudwick : Virginia
- Fred Stuthman : Charlie
- Shannon Wilcox : Nora